# Il tenente Sturm

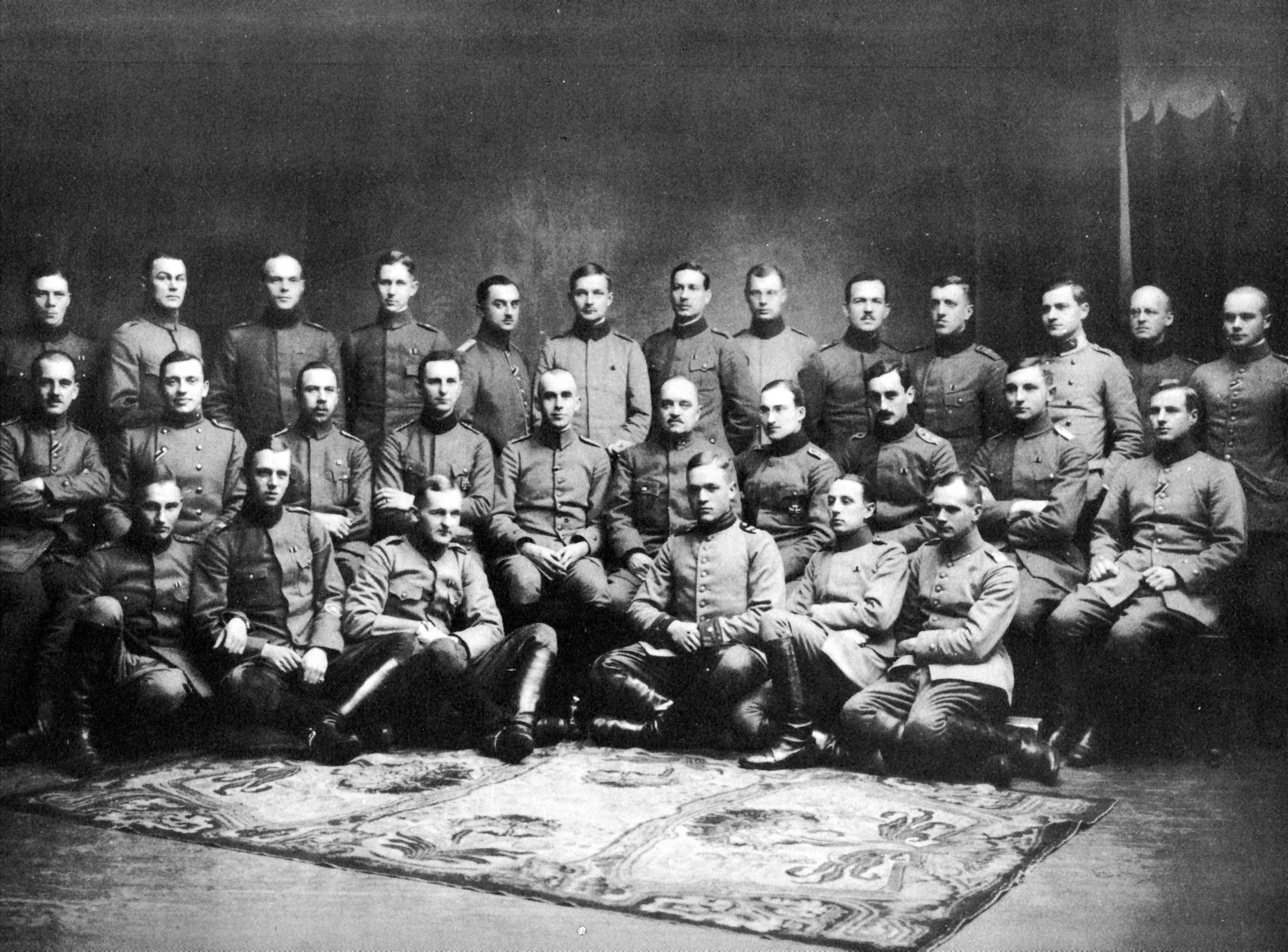
Ufficiali del Royal Prussian 27 Jäger Battalion (Königlich Preussisches Jägerbataillon Nr. 27) a Liepāja (Libau) nel 1917

Il tenente Sturm è un racconto del 1923 di Ernst Jünger. Fu pubblicato a puntate sul Hannoverscher Kurier. Nel 1960 Jünger lo inserì nel Sämtliche Werke. È probabilmente il primo racconto compiuto dello scrittore ed è stato tratto dai diari, raccolti in un libro del 1920 Nelle tempeste d'acciaio in cui Jünger annotava le proprie esperienze di guerra. Jünger infatti si arruolò volontario in fanteria inizialmente come soldato semplice ma in seguito divenne ufficiale: combatté sul fronte occidentale dall'agosto 1914, allo scoppio della prima guerra mondiale. Ferito quattordici volte su quello francese presso Cambrai, venne decorato nel 1917 con la Croce di ferro di prima classe e il 18 settembre 1918 con la più alta decorazione militare prussiana istituita da Federico il Grande, l'ordine Pour le Mérite.
.

## Trama

### Al tramonto, sul fronte francese
Il racconto inizia al fronte, dove gli ufficiali che comandano i plotoni in trincea, si incontrano al tramonto per discutere di guerra e di letteratura: "Al risveglio dopo un sonno di quattro ore, ci si sentiva come nuovi. Ci si lavava nell'elmetto di acciaio, si spazzolavano i denti e si accendeva la prima sigaretta. Si leggeva la posta che, insieme ai viveri, ci portavano gli addetti alla distribuzione del rancio... era quella l'ora in cui, di solito, si incontrava il tenente Sturm, comandante del plotone di mezzo". Sturm - che rispecchia lo scrittore da giovane nell'aspetto e nelle idee - si è adattato una cantina a rifugio, coprendone l'ingresso con sacchi di sabbia. È qui che si trovano i tre comandanti, per discutere delle battaglie in corso e per ascoltare Sturm che legge gli abbozzi dei personaggi, tratteggiati sul suo quaderno.

### Tronck
È un flâneur perfettamente consapevole della propria classe, si aggira elegante, tra le folle che passano sui boulevard, osservato da tutti e particolarmente dalle giovani donne, rimane distaccato e chiuso nella propria solitudine, passeggia, soffermandosi a guardare le vetrine o i manifesti delle rappresentazioni teatrali. 

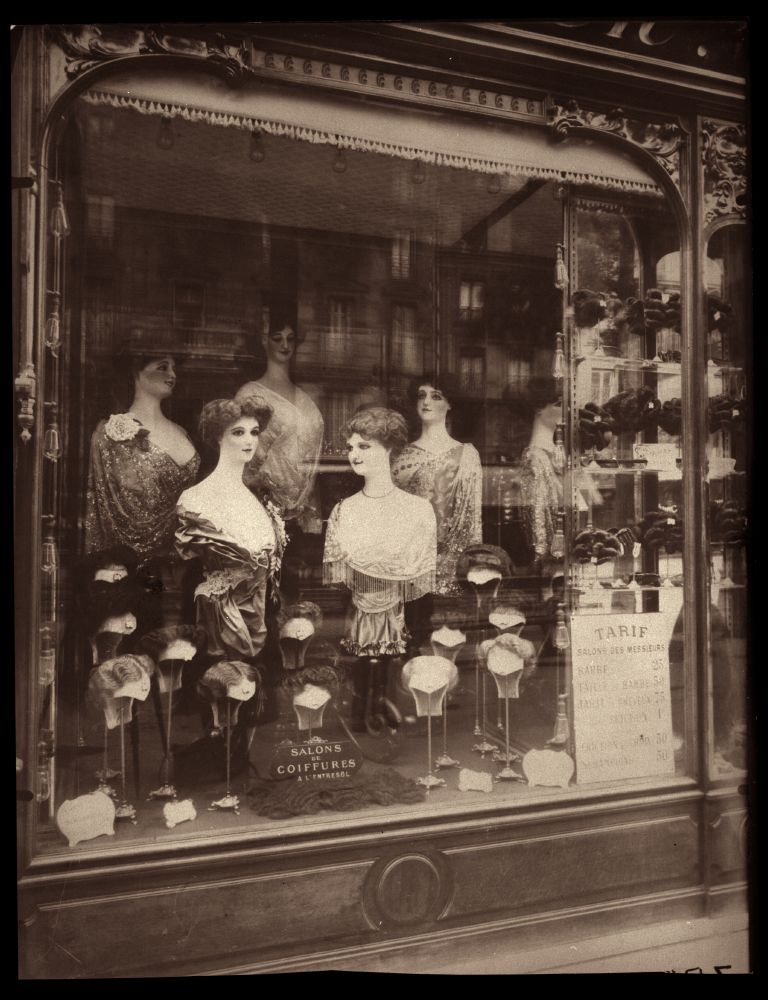
Vetrina di parrucchiere, foto di Eugène Atget (Francia, 1857-1927)

"In una mattina d'inizio autunno, Tronck si incamminò per la sua solita passeggiata sulle strade della metropoli. Era una di quelle ore, singolari nel corso dell'anno, in cui un alito di consunzione offusca con ombre quasi impercettibili la forza dell'estate piena, una di quelle ore mattutine in cui si decide che, la sera, si toglierà lo spolverino a tinta unita per indossare una giacca di mezza stagione a disegni scuri. (...) Quel vapore non era ancora più intenso della nuvola di una goccia di latte in un bicchier d'acqua, eppure nel suo profumo era già riposto l'annuncio delle ondate di nebbia tenute in serbo per l'autunno. Era in corso una di quelle transizioni che, appena avvertite dai sensi, dischiudono dal fondo dell'anima misteriosi sentimenti di piacere o di tristezza". Quando Sturm ha finito di leggere questo breve ritratto, gli amici gli chiedono come pensi poi di inserirlo in un vero e proprio racconto. Sturm ammette di non saperlo però sostiene la teoria estetica di Baudelaire che si era indignato "vedendo in un atelier un quadro nettamente disegnato e incorniciato, su un angolo del quale il pittore, penosamente iniziava a deporre il colore, frammento per frammento".

### Aspirante ufficiale Kiel
Kiel rappresenta la forza vitale primaria, cerca le avventure femminili con furore animalesco e rifiuta le convenzioni borghesi preferendo alle signorine che incontra nei viali e nei caffè, le prostitute imbellettate che lo aspettano nei vicoli, pronte al sesso e al disgusto che lo segue. Alle smanie sessuali si accoppia la volontà belligerante, una forma di violenza latente che trova il proprio sfogo su qualsiasi bersaglio: "Un tale che se ne stava seduto tranquillo a un tavolo, fu improvvisamente preso a bastonate e buttato fuori nella notte senza cappello e senza mantello. Aveva creato irritazione con la sua semplice esistenza. Era abbastanza, era un oltraggio al sentimento. Il sentimento era tutto". Questi sfoghi improvvisi del sangue e del cuore, che si agitano "come rossi predatori nella gabbia delle costole" sono momenti in cui "L'origine tornava a vivere e gridava per sfogarsi, per dar luogo a un gesto semplice e selvaggio. Era un sentimento bello e forte, un ritrovare se stessi al di fuori della tormentosa insensatezza della ragione". E per sfogarsi naturalmente doveva scoppiare la violenza: "Qui la carica umana che si era accumulata scoppiava nel chiasso e nelle risate, per disperdersi poi, come un esercito di saccheggiatori, nelle case circostanti". Non ci vuole molto per presagire le ragioni del "sentimento" ariano che - sfogandosi sui più deboli - scatenò un vero esercito di saccheggiatori, che tanti danni produsse tra le popolazioni europee. Non a caso di li a poco, il 29 gennaio 1926, Jünger invia a Hitler il libro Feuer und Blut (Fuoco e sangue), con la dedica "al capo della Nazione Adolf Hitler", che personalmente lo ringrazia.

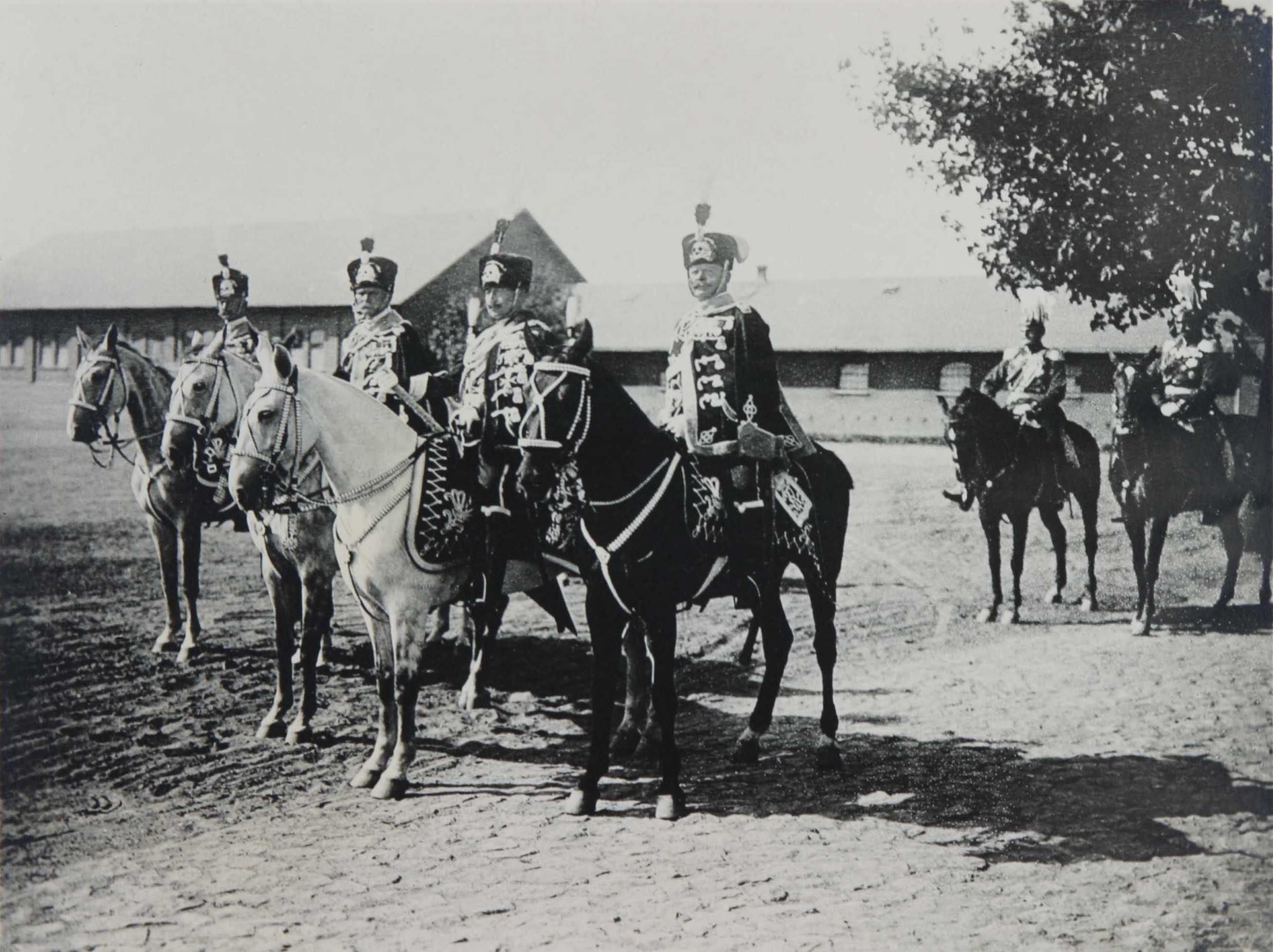
Garnizon in Gdańsk Wrzeszcz nel 1901 - l'Imperatore Guglielmo II con la famiglia e alcuni ufficiali

### Conclusione
Il racconto torna, dalle pagine del quadernetto di Sturm, alla tragedia della guerra presente. Gli attacchi si intensificano e i bastioni vacillano, le trincee sono piene di cadaveri, il nemico è alle porte. Gli ufficiali si concedono un ultimo tramonto di serene letture, bevono Slivovitz e attendono il peggio. Che non tarda a giungere con le bombarde che spazzano via la trincea esponendo le truppe superstiti al fuoco delle mitraglie. Sturm esce dal proprio rifugio e - quando un soldato inglese gli punta addosso il moschetto intimandogli di arrendersi - risponde "no sir" e viene falciato dal piombo.

## Considerazioni
Ernst Jünger serviva inizialmente come tenente nel reggimento di fanteria della Reichswehr di Hannover. Ben presto si distinse come strenuo oppositore della Repubblica, ma restò fuori dai movimenti politici e interpretò la guerra come esperienza del conflitto interiore: oltre che in Sturm (1923) anche ne Il Bosco ceduo 125 (1925), e in Feuer und Blut (Fuoco e sangue - 1925). Non a caso "Tempesta d'Acciaio" suscitò l'entusiasmo della stampa di destra. Tuttavia dissentì sul livello di illegalità che il nascente regime nazista applicava nel contrasto con la repubblica di Weimar. In fin dei conti quello che emerge nella letteratura di guerra del primo periodo Jüngeriano, è più la violenza dello junker prussiano, frustrato dalla sconfitta del '18, piuttosto che la logica piccolo borghese del caporale austriaco.  Poco dopo vi fu una rottura aperta con Hitler, tanto che, assieme a Thomas Mann e ad altri trenta intellettuali, Jünger firma un appello che mette in guardia contro i pericoli della crescita del nazionalsocialismo.
Jünger rimane comunque contrario agli ideali dell'umanesimo e del pacifismo, che considera debolezze borghesi: "Quanti dei nostri letterati siedono là a quest'ora. Ma questa è la grande differenza tra noi e loro: quelli osservano e scrivono, mentre noi siamo in azione. Essi hanno perso il contatto con la realtà, mentre in noi vibra il ritmo grandioso della vita. Dietro quale bandiera si sia è, in fondo, lo stesso, ma una cosa è certa: l'ultimo grigioverde o l'ultimo Poilu che fece fuoco e caricò nello scontro della Marna ha per il mondo un significato più grande di tutti i libri che questi letterati possono accatastare uno sull'altro".Jünger sostiene quindi la posizione superomista e antidemocratica di Nietzsche. Esaltando chi non conosce la paura del dolore e del sacrificio, e considerando la disciplina un più alto modo di sentire, fino a proporre, per chi non la rispetta, "l'immediatamente reintroduzione delle punizioni corporali" e dicendosi contrariato da qualsiasi pretesa di uguaglianza tra gli uomini.

## Recensioni
- "Il realismo narrativo, con il quale vengono raccontate le notti nel labirinto dei rifugi, gli attacchi con le armi da fuoco, la quotidianità della trincea e i combattimenti corpo a corpo, si distingue poco dagli altri libri di guerra di Jünger. Ma a differenza di Nelle tempeste d' acciaio, lo scrittore con Sturm permette al lettore uno sguardo profondo nella sua esistenza come soldato al fronte, lacerata nel proprio intimo".

Schwilk Heimo (30 dicembre 2000) - Corriere della Sera
- "Quando nelle conversazioni con il vecchio Jünger si toccava l'immancabile motivo della Grande Guerra, sul suo volto imperturbabile si disegnava una leggera espressione di insofferenza. Con gli interlocutori più giovani, digiuni di esperienze militari, essa volgeva rapidamente in benevola comprensione. Perché  ecco la domanda che la mimica del volto bastava a esplicitare ridurre l'opera di una vita al suo primo episodio? Perché, nonostante egli avesse continuato a pensare e a scrivere per oltre mezzo secolo, la critica incollava così pervicacemente la sua immagine all'attivismo eroico degli inizi? La fama precoce ottenuta con i diari di guerra lo ha effettivamente inseguito come un'ombra. E se in origine essa contribuì a dare la massima visibilità alla sua intera produzione, letteraria e saggistica, in seguito ne ha pesantemente condizionato la ricezione, ostacolando una più attenta considerazione delle profonde trasformazioni, di contenuto e di stile, avvenute nel corso degli anni. Il tenente Sturm, un racconto in gran parte autobiografico, pubblicato a puntate nel 1923 e ora tradotto da Alessandra Iadicicco per Guanda, ci riporta a quel primo Jünger, offrendo uno splendido condensato dei motivi che resero così incisiva la sua elaborazione letteraria della guerra.

Franco Volpi - La Repubblica - Lo scrittore e il soldato
- "Intorno al 1926-1927 egli raccoglie intorno a sé un certo gruppo di giovani intellettuali come Franz Schauwecker, Ernst von Salomon, Friedrich Hielscher, Albrecht Erich Günther, Helmut Franke, Werner Best, etc. Comune caratteristica di questo gruppo, che diffonde le sue parole d'ordine da Berlino, è quella d'assumere l'esperienza del fronte come punto di partenza della critica dei valori e della società".

Adriano Romualdi - Ernst Jünger e la Rivoluzione Conservatrice

## Edizioni
- Ernst Jünger, Il tenente Sturm, traduzione di Alessandra Iadicicco, Guanda - Quaderni della fenice, 2001,  p. 87, ISBN 88-7746-968-4.
- Ernst Jünger, Il tenente petty, traduzione di filippo Iadicicco, Il Sole 24 ore - I Quaderni della domenica, 2012,  p. 79.